# Jihoslovenská kotlina
Juhoslovenská kotlina (slovensky Juhoslovenská kotlina) je geomorfologický celek na Slovensku.
Na východní straně tvoří část slovenské státní hranice s Maďarskem, na jihu přechází v Cerovou vrchovinu a část je opět státní hranicí s Maďarskem, na severozápadě sousedí s Krupinskou planinou a Zvolenskou kotlinou a na severu se Slovenským rudohořím a Slovenským krasem.
Je rozčleněna na tři geomorfologické podcelky: Ipeľská kotlina na západě, Lučenská kotlina uprostřed a Rimavská kotlina na východě.

## Charakteristika
Jihoslovenská kotlina je úzce protáhnuté území nacházející se okolo toku řeky Ipeľ, směřující od východu k západu. Její povrch je členitý, podél toku Ipľu se rozkládají nížiny, nad nimi říční terasy a dále pahorkatiny. Nejvyššími vrcholy jsou Bukovina (525 m), Bučina (409 m) a Kamenná hora (359 m).
Oblast je zalesněna listnatými lesy s převažujícím zastoupením dřevin dub a habr, v nížinách okolo Ipľu se nalézají lužní lesy. Hlavním vodním tokem je zde řeka Ipeľ, která tvoří přirozenou přírodní státní hranici mezi Slovenskem a Maďarskem. Po celé délce má Ipeľ velmi mnoho menších i větších přítoků a ještě na slovenském území se vlévá do Dunaje. Malou část území na východě odvodňuje řeka Rimava a její přítoky.
Jihoslovenská kotlina patří klimaticky mezi teplé oblasti. V zimních měsících se zde teploty pohybují v rozmezí od -1 do –3 °C, v letních měsících mezi 18 – 20 °C. Počet dní se sněhovou pokrývkou je menší než 50, počet letních dní je 60 - 70.

## Chráněná území
Na území kotliny nezasahuje žádná chráněná krajinná oblast ani národní park. Navzdory tomu se i zde nachází mnoho zajímavých přírodních úkazů. Pro jejich zachování a ochranu zde byla už v roce 1928 zřízena státní přírodní rezervace Plášťovce. Z chráněných přírodních výtvorů jsou nejznámější Drienčanská jaskyňa, Dudinské travertíny, Jazierko a Zlepencová terasa. Mnoho zajímavostí skrývají í chráněná naleziště Svetlianska cerina a Vereš a chráněná studijní plocha Malá obora.